# بخش مدیسون (شهرستان لیکینگ، اوهایو)
بخش مدیسون (به انگلیسی: Madison Township) یک منطقهٔ مسکونی در ایالات متحده آمریکا است که در شهرستان لیکینگ، اوهایو واقع شده‌است.
 بخش مدیسون ۵۷٫۵ کیلومتر مربع مساحت و ۳٬۲۱۱ نفر جمعیت دارد و ۲۳۷ متر بالاتر از سطح دریا واقع شده‌است.